# Come gli aeroplani
Come gli aeroplani è il diciottesimo album in studio di Enzo Jannacci.
In copertina è ritratto Giuseppe Jannacci, il padre di Enzo.

## Tracce
Testi e musiche di Enzo Jannacci (eccetto dove indicato).
1. Via del Campo (testo: Fabrizio De André)
2. Come gli aeroplani
3. Curiosità
4. Cesare
5. Brutta gente
6. Anche oggi piove
7. È difficile
8. Sono timido (testo: Enzo Jannacci, Renato Pozzetto)
9. Lettera da lontano
10. Varenne
11. Libelà (testo: Cochi Ponzoni, Renato Pozzetto)
12. Avevo un sogno
13. Luna Rossa
14. Gippo Gippo (con Renato Pozzetto) (testo: Renato Pozzetto)
15. Rido (testo: Enzo Jannacci, Beppe Viola, Ennio Melis)
16. Ti luna (testo: Franco Bompieri)
17. I mulini dei ricordi (Titolo originale: The Windmills of Your Mind) (testo: adattamento italiano di Paolo Jannacci – musica: Michel Legrand)

## Formazione
- Enzo Jannacci – voce, pianoforte
- Paolo Jannacci – fisarmonica, cori, sintetizzatore, pianoforte
- Maxx Furian – batteria
- Riccardo Fioravanti – basso, contrabbasso
- Dario Faiella – chitarra acustica, chitarra elettrica
- Roberto Baldan Bembo – batteria
- Giorgio Cocilovo – chitarra acustica, chitarra elettrica
- Matteo Bassi – basso
- Lele Melotti – batteria
- Marco Ricci – basso
- Stefano Bagnoli – batteria
- Daniele Moretto – tromba, cori
- Marco Brioschi – flicorno
- Gabriele Cappella – trombone
- Michele Monestiroli – sassofono tenore, cori, armonica, sassofono soprano
- Chiara De Antoni, Fabrizio Roda – cori

## Informazioni aggiuntive
- Via del Campo è una cover del noto brano di Fabrizio De André qui incisa da Jannacci in omaggio al collega scomparso due anni prima. Di fatto, l'artista genovese aveva scritto all'epoca un nuovo testo sulla musica del brano La mia morosa la va alla fonte di Jannacci e Fo, quindi lo aveva inciso, nel 1967, senza però citare Jannacci nei crediti, poiché la canzone originaria (che Jannacci pubblicò in proprio l'anno seguente, avendola già eseguita dal vivo) era ritenuta di autori ignoti con rielaborazione del solo Fo. Oggi Via del Campo porta ufficialmente la firma di entrambi i cantautori.
- Brutta gente era stata incisa per la prima volta su un 45 giri del 1974. Una nuova versione con diversa musica fu registrata nel 1981 per l'album E allora...Concerto : è a quest'ultima che la versione presente si richiama.
- Lettera da lontano vinse la Targa Tenco nel 2002. Sempre al Premio Tenco la canzone sarà interpretata in duo da Francesco Baccini e Davide Van de Sfroos (Rassegna della Canzone d'Autore del 2005).
- Rido era già stata incisa nell'album O vivere o ridere del 1976.
- Libelà era stata incisa, con varie grafie del titolo, sia da Cochi e Renato nell'album Libe-libe-là del 1977, sia da Jannacci nell'album Secondo te...Che gusto c'è? dello stesso anno.